# Washburn

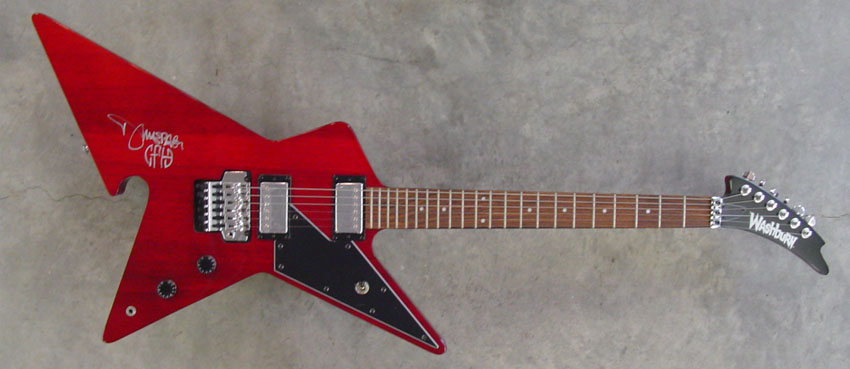
Elektrická kytara Washburn Culprit CP2003

Washburn Guitars je americký výrobce kytar. Firma byla založena v roce 1883 v Chicagu ve státě Illinois. Je součástí U.S. Music Corporation. Společnost existuje dodnes, mimo akustických kytar, vyrábí i elektrofonické, basové a silent kytary, banja, mandolíny a zesilovače.